# Камышинский сельсовет (Лебяжьевский район)
Камышинский сельсовет — упразднённые сельское поселение и соответствующая административно-территориальная единица в Лебяжьевском районе Курганской области Российской Федерации.
Административный центр — село Камышное.

## География
Поселение расположено в северо-западной части района.

## История
По данным на апрель 1958 года, в состав сельсовета помимо села Камышное входили три деревни: Комчатка, Моховое 2-е и Прогресс.
В 1966 году в сельсовете числилось только село Камышное.
Статус и границы сельского поселения установлены Законом Курганской области от 4 ноября 2004 года № 713 «Об установлении границ муниципального образования Камышинского сельсовета, входящего в состав муниципального образования Лебяжьевского района».
10 декабря 2020 года Камышинский сельсовет упразднён в связи с преобразованием Лебяжьевского муниципального района в муниципальный округ.

## Население
| 1989 | 2002 | 2004 | 2010 | 2012 | 2013 | 2014 |
| ---- | ---- | ---- | ---- | ---- | ---- | ---- |
| 581  | ↗584 | ↘569 | ↘532 | ↗534 | ↘529 | ↘519 |
| 2015 | 2016 | 2017 | 2018 | 2019 | 2020 |      |
| ↘503 | ↘485 | ↘471 | ↘462 | ↗465 | ↗470 |      |

## Состав сельского поселения
| № | Населённый пункт | Тип населённого пункта       | Население |
| - | ---------------- | ---------------------------- | --------- |
| 1 | Камышное         | село, административный центр | ↘407      |
| 2 | Кукушкино        | деревня                      | ↘125      |